# Daniel Svensson (artist)

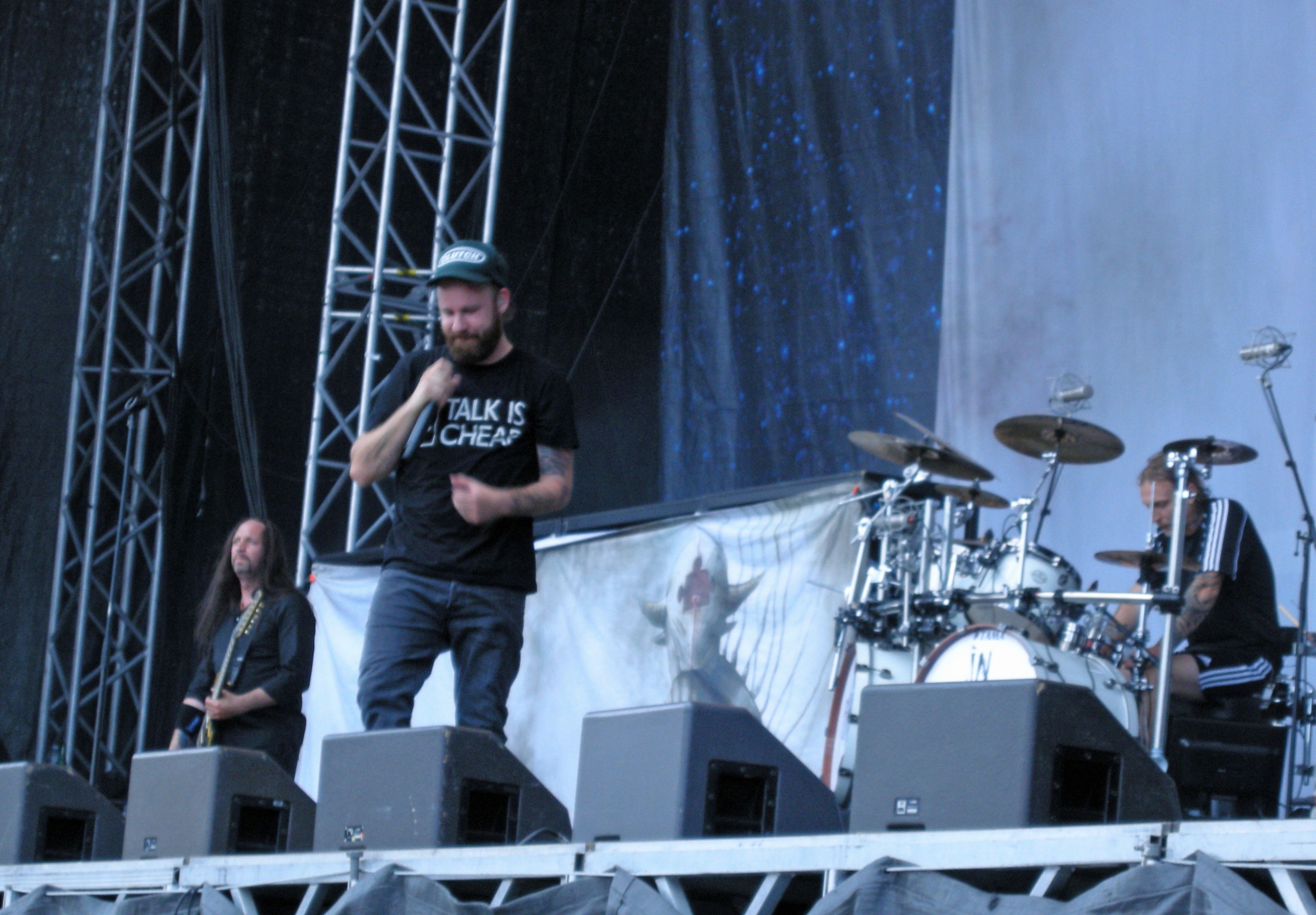
Daniel Svensson med In Flames, Sonisphere 2011.

Daniel Svensson, född 1977 och uppvuxen i Kullavik, är en svensk artist och trumslagare, mest känd för att ha spelat i den melodiska death metalgruppen In Flames. Han spelar också trummor och sjunger i gruppen Sacrilege GBG (tidigare Sacrilege), tillsammans med bland annat Taetres basist Daniel Kvist. Sedan 2021 är han även trummis i bandet The Halo Effect. Svensson är uttalad supporter till fotbollslaget IFK Göteborg. Sedan 2016 driver han mikrobryggeriet Odd Island Brewing, ihop med bl.a. In Flames tidigare basist Peter Iwers.

## Biografi

### Sacrilege/Sacrilege GBG
Daniel Svensson grundade 1993 black/death metal-bandet Sacrilege tillsammans med gitarristen Daniel Dinsdale. Svensson är trummis och sångare i bandet. Snart anslöt även basisten Daniel Kvist och gitarristen Richard Bergholtz. Bandet spelade in två demoskivor under 1995. Efter den andra demon, som spelades in i Studio Fredman, skrev bandet kontrakt med Black Sun Records som gav ut deras debutalbum Lost in the Beauty You Slay 1996, och även det andra albumet, The Fifth Season, året därpå. Sedan Svensson blivit medlem i In Flames 1998 har inte Sacrilege gett ut något nytt album. Bandet har dock aldrig lagts ner och 2007 återtog Svensson sin plats i gruppen, nu kallad Sacrilege GBG, och man sökte kontrakt för utgivning av ett tredje album, betitlat A Matter of Dark.

### In Flames
Melodisk death metal-bandet In Flames hade gett ut sitt tredje album när Daniel Svensson 1998 tog över trumspelandet efter Björn Gelotte som då bytte till gitarr. Första albumet med Svensson på trummor är Colony som gavs ut 1999. Sedan dess har det blivit ytterligare sju fullängdsalbum och två EP. Albumet Come Clarity (2006) sålde första veckan 24 000 exemplar i USA, och hamnade därmed på 58:e plats på Billboardlistan. Bandets elfte studioalbum Siren Charms gavs ut i september 2014. In Flames har också turnerat världen över, bland annat i Australien, USA, Japan och Europa.
I november 2015 meddelade Svensson att han lämnar sin plats som trummis i In Flames efter 17 år 

### Musikproduktion
Som medproducent till In Flames-gitarristerna Björn Gelotte och Jesper Strömblad har Svensson producerat Stockholmsbaserade Degradeads debutalbum som spelades in i In Flames studio i augusti 2007. Til Death do us Apart gavs ut i januari 2008.

## Diskografi

### Med Sacrilege/Sacrilege GBG
- 1995 – To Where Light Can't Reach (demo)
- 1995 – ...And Autumn Failed (demo)
- 1996 – Lost in the Beauty You Slay
- 1997 – The Fifth Season
- Kommande - A Matter of Dark

### Med In Flames
- 1999 - Colony
- 2000 - Clayman
- 2002 - Reroute To Remain
- 2003 - Trigger (EP)
- 2004 - Soundtrack To Your Escape
- 2006 - Come Clarity
- 2008 - The Mirror's Truth (EP)
- 2008 - A Sense of Purpose
- 2011 - Sounds of a Playground Fading
- 2014 - Siren Charms

Singlar
- 2002 - Cloud Connected
- 2004 - The Quiet Place
- 2006 - Take This Life
- 2006 - Dead End
- 2006 - Come Clarity
- 2008 - The Mirror's Truth

### Med The Halo Effect[4]
- 2022 - Days Of The Lost (släpps 12 augusti)

Singlar
- 2021 - Shadowminds
- 2022 - Feel What I Believe
- 2022 - Days Of The Lost